# Brian Mullan
Brian Mullan est un joueur de soccer international américain né le 23 avril 1978 à Mineola dans l'État de New York. Il réalise toute sa carrière en MLS au poste de milieu de terrain.

## Biographie
Le 28 avril 2011, Mullan est suspendu pendant 10 matchs et condamné à 500 $ d'amende après avoir cassé la jambe de Steve Zakuani lors d'un tacle tonitruant avec les deux pieds.
Il prend sa retraite sportive à l'issue de la saison 2014 de MLS.

## Palmarès
- Coupe MLS : 2010, 2007, 2006, 2003 et 2002
- Lamar Hunt U.S. Open Cup : 2001
- MLS Supporters' Shield : 2002 et 2005